# Colfax (Luizjana)
Colfax – miasto w Stanach Zjednoczonych, w stanie Luizjana, siedziba administracyjna parafii Grant.